# Vittskövle, Kristianstads kommun
Vittskövle (förr Widtsköfle) är en tätort i Kristianstads kommun och kyrkby i Vittskövle socken i Skåne.

## Befolkningsutveckling
| Befolkningsutvecklingen i Vittskövle 1960–2020 | Befolkningsutvecklingen i Vittskövle 1960–2020 | Befolkningsutvecklingen i Vittskövle 1960–2020 | Befolkningsutvecklingen i Vittskövle 1960–2020 | Befolkningsutvecklingen i Vittskövle 1960–2020 |
| ---------------------------------------------- | ---------------------------------------------- | ---------------------------------------------- | ---------------------------------------------- | ---------------------------------------------- |
|                                                |                                                |                                                |                                                |                                                |
| År                                             |                                                |                                                | Folkmängd                                      | Areal (ha)                                     |
| 1960                                           | 1960                                           |                                                | 227                                            |                                                |
| 1965                                           | 1965                                           |                                                | 206                                            |                                                |
| 1990                                           | 1990                                           |                                                | 202                                            | 39                                             |
| 1995                                           | 1995                                           |                                                | 214                                            | 39                                             |
| 2000                                           | 2000                                           |                                                | 224                                            | 39                                             |
| 2005                                           | 2005                                           |                                                | 230                                            | 40                                             |
| 2010                                           | 2010                                           |                                                | 235                                            | 40                                             |
| 2015                                           | 2015                                           |                                                | 224                                            | 59                                             |
| 2020                                           | 2020                                           |                                                | 239                                            | 61                                             |
| Anm.: Ej tätort 1970–1990.                     |                                                |                                                |                                                |                                                |

## Samhället
I Vittskövle ligger Vittskövle kyrka och strax utanför byn ligger Vittskövle slott.
Vittskövle har förskola och grundskola till årskurs tre. I Vittskövle finns även en antik- och kuriosabutik, ett café.

## Idrott
Strax utanför byn ligger golfbanan Degeberga-Widtsköfle. Det finns även en fotbollsklubb, Vittskövle IF.